# 12.9インチiPad Pro (第5世代)
12.9インチiPad Pro（12.9インチアイパッド プロ）はAppleが開発、販売するタブレット型コンピュータである。iPadシリーズにおける最上位モデルであり、画面サイズはシリーズ最大となっている。
2025年3月リリースのiPadOS 18.4から生成AIプラットフォームのApple Intelligenceベータ版で日本語も含めた多言語に対応している。

## 概要
2021年4月20日（現地時間）、スペシャルイベントで発表された。iPadシリーズとして初のApple M1プロセッサを搭載し、Thunderbolt 3に対応したUSB-Cコネクタと超広角前面カメラを採用、Cellularモデルでは5G通信に対応している。画面には、バックライトに1万個を超えるミニLEDを採用し2,596分割直下型ローカルディミングに対応、100万ː1というコントラストを実現、ハイダイナミックレンジビデオ表示に対応したLiquid Retina XDR液晶を搭載している。そのため、前世代に比べて厚みがわずかに増し、重量も641gから682gと、過去の12.9インチiPad Proの中で最も重くなっている。
また、2024年に発表されたApple Intelligenceに対応する。

### 急速充電
USB PD準拠し、最大45W(15V 3A)での充電に対応している。

### 専用オプション
iPad Proの画面スペックを活かすため、専用のオプションが3つ用意されている。
Smart Keyboard Folio
Apple Pencil (第2世代)
12.9インチiPad Pro (第5世代)用Magic Keyboard

## iPadモデルの変遷
（横スクロールできる画像です）